# Hanns Niedecken-Gebhard
Hanns Ludwig Niedecken-Gebhard (auch: Hanns Niedecken-Gebhard und Hans Niedecken-Gebhard sowie Hanns Ludwig Niedecken-Gebhardt; * 4. September 1889 in Ober-Ingelheim am Rhein; † 7. März 1954 in Michelstadt im Odenwald) war ein deutscher Musikwissenschaftler, Regisseur und Intendant.

Nini und Carry Hess: Hanns Niedecken-Gebhard (1924)

## Leben und Wirken
Niedecken-Gebhard wurde als Sohn eines Kaufmannes geboren. Er studierte zunächst Germanistik, Kunstgeschichte, Philosophie, Rechtswissenschaft in Lausanne. Von 1908 bis 1910 war er am Königlichen Konservatorium der Musik zu Leipzig eingeschrieben, wo er bei Karl Straube und Max Reger Unterricht hatte. Gemeinsam mit Oskar Hagen studierte er außerdem Musikwissenschaft bei Hermann Abert an der Universität Halle. Er schloss 1914 sein Studium mit der musikwissenschaftlichen Promotion über Jean Georges Noverre ab.
Im Ersten Weltkrieg war er in Ober Ost in Wilna tätig und freundete sich mit Hildebrand Gurlitt an.

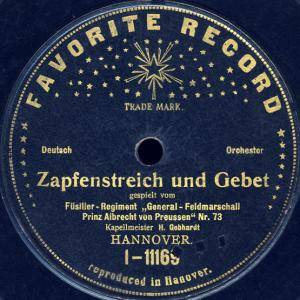
Zapfenstreich und Gebet, „gespielt vom Füsilier-Regiment ‚General-Feldmarschall Prinz Albrecht Von Preussen‘ Nr. 73 / Kapellmeister H. Gebhardt / Hannover“;
Schellackplatte I-11169, Favorite Record, circa 1922

Von 1920 bis 1921 wirkte Niedecken-Gebhard als Regieassistent von Ernst Lert an der Oper Frankfurt, danach von 1922 bis 1924 als Oberspielleiter an den Städtischen Bühnen Hannover sowie von 1922 bis 1928 und von 1935 bis 1938 als Oberspielleiter der Händel-Festspiele in Göttingen. Von 1924 bis 1927 leitete er als Intendant das Stadttheater Münster. Darauf gastierte er von 1927 bis 1931 als Regisseur in Berlin und Genf und war von 1931 bis 1933 als stage director an der New Yorker Metropolitan Opera tätig.
In den 1930er Jahren war Niedecken-Gebhard maßgeblich an der Entwicklung des Thingspiels beteiligt, deren Grundzüge er aus seiner Beschäftigung mit den Opern von Georg Friedrich Händel im Zuge der „Händel-Renaissance“ in den 1920er Jahren entwickelte. Er gehörte zu den wenigen homosexuellen Künstlern, die in der NS-Zeit ihre Position nicht nur halten, sondern ausbauen konnten. 1934 führte Niedecken-Gebhard Regie bei den Heidelberger Reichsfestspielen.
Aufgrund von Denunziationen Anfang 1936 wegen seiner Homosexualität und umfangreicher Ermittlungen der Berliner Gestapo ging Niedecken-Gebhard am 20. März 1936 eine Scheinehe mit der Bühnenbildnerin Lotte Brill ein und zog mit ihr in ein Haus im Grunewald. Über diese sogenannte „Olympische Hochzeit“ berichtete unter anderem der Völkische Beobachter – zu diesem Zeitpunkt war Niedecken-Gebhard mit der Inszenierung der Eröffnungsfeier der Olympischen Sommerspiele 1936 befasst. In der Folgezeit leitete er monumental angelegte Festspiele in Breslau und München. Von 1941 bis 1945 wirkte er an den Städtischen Bühnen von Leipzig.
Seine Opernarbeit war sehr eng mit dem Tanz verbunden. Schon in Hannover entwickelte er zusammen mit dem Tänzer Harald Kreutzberg und dem Kapellmeister Richard Lert ein neues Opernverständnis. Später arbeitete er mit weiteren bedeutenden Vertretern des Deutschen Tanzes wie Kurt Jooss und Mary Wigman.

## Lehrtätigkeiten und Professuren
Niedecken-Gebhard erhielt 1936 hielt einen Lehrauftrag für Opernregie an der Staatlichen Hochschule für Musik in Berlin und lehrte zudem ab 1938 an der damaligen Friedrich-Wilhelm-Universität. 1939 wurde ihm durch Reichserziehungsminister Rust der Professorentitel verliehen. Von 1941 bis 1945 lehrte er als Professor an der Staatlichen Hochschule für Musik in Leipzig.
1945 wurde er aller seiner Ämter enthoben. Ab 1947 lehrte er schließlich Theaterwissenschaft in Göttingen.

## Werke (Auswahl)
Schriften:
- J.-G. Noverre, und sein Einfluss auf die dramatische Balletkomposition, Dissertation Halle 1914
  - auch: Jean George Noverre 1727–1810. Sein Leben und seine Beziehungen zur Musik, Halle 1919[10]
- Shawn der Tänzer, mit einem Vorwort von H. Niedecken-Gebhard und einer Einleitung über Katherine S. Dreier von Hans Hildebrandt. Mit Photographien von Ralph Hawkins [u. a.], Berlin: Drei Masken Verlag, 1933
- Herakles, Textband zur Aufführung auf der Dietrich-Eckart-Freilichtbühne, Reichssportfeld, zum Oratorium von Georg Friedrich Händel, nach der Fassung von Friedrich Chrysander für die szenische Aufführung neu eingerichtet von Hanns Niedecken-Gebhard. Veranstaltet von der Reichsmusikkammer und dem Organisationskomitee für die 11. Olympiade Berlin 1936 ... am 7. u. 16. Aug. 1936 ..., Berlin: Limpert, 1936
- Orpheus und Eurydike. Musikalisches Drama, Programm und Textband des Werkes von Christof Willibald Gluck für die Berliner Sommerfestspiele. Nach der Original Partitur der Wiener Fassung von 1762 hrsg. u. neuübersetzt von Hermann Abert, zur Aufführung auf der Dietrich-Eckart-Freilicht-Bühne dramaturgisch eingerichtet von Hanns Niedecken-Gebhard. Berlin: [Der Oberbürgermeister], 1938
- Frohes, freies, glückliches Volk. Festspiele im Olympiastadion. 18. bis 28. August 1938. Künstlerische Gesamtleitung: Hanns Niedecken-Gebhard, München: [Der Oberbürgermeister], 1938
- Ein Rückblick. Dreißig Jahre Händel-Renaissance, in: Die Göttinger Händel-Festspiele, Festschrift, Göttingen 1953